# Schwingförderer
Schwingförderer sind mechanische Fördereinrichtungen für Schüttgüter aller Art, bei denen das zu transportierende Medium mittels linearer Schwingungen bewegt wird. Schwingförderer gehören wie die Siebmaschinen zu den Schwingungsmaschinen.

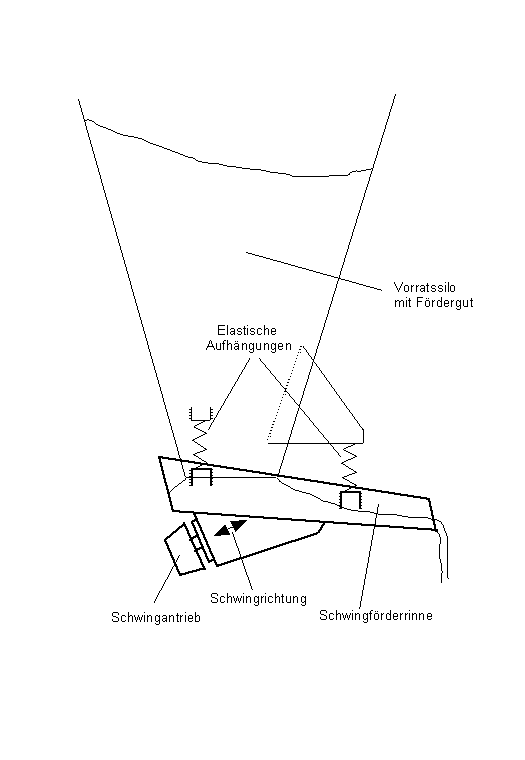
Schwingförderer (Funktion)

## Funktionsweise
Der Schwingförderer bewegt sich schräg nach oben in Transportrichtung und zurück. Beim Vorlauf hebt er das Fördergut abhängig von der Wurfkennziffer an und schiebt es in die gewollte Richtung. Beim Rücklauf bleibt das Fördergut wegen der Massenträgheit und der abwärts gerichteten Bewegung (und der damit verbundenen geringeren Reibung) stehen. Bei der nächsten Vorwärtsschwingung wird das Material wieder ein Stück nach vorne geschoben.
Pro Schwingung wird das Material ungefähr um den waagrechten Vektor der Schwingungsamplitude weitergeschoben. Dieser Vorgang wiederholt sich mit der Frequenz des Schwingantriebs. Die Geschwindigkeit des Materialvorschubs wird also durch die Amplitudenweite und die Frequenz der Schwingung des Förderers bestimmt.

## Anwendung
Schwingförderer sind sehr robuste Fördereinrichtungen, die nur wenig Wartungsaufwand erfordern und für Schüttgüter verschiedener Körnungen geeignet sind: von staubförmigen Gütern bis hin zu Kies oder Geröll.
Neben ihrer Robustheit ist ein weiterer Vorteil ihre hohe vertikale Belastbarkeit, die nur durch die Konstruktion der Aufhängung begrenzt ist. Sie arbeiten unter hohen Silos mit entsprechendem Materialdruck noch einwandfrei, wogegen beim gleichen Anwendungsfall Förderbänder blockieren oder schnell verschleißen.
Außerdem sind sie ziemlich unempfindlich gegenüber Stauungen oder Verstopfungen des Förderwegs; während andere Fördereinrichtungen wie Schnecken oder Bänder in solchen Fällen wegen Überlastung ausfallen, arbeiten sich Schwingförderer meistens selbst wieder frei.
Ein Nachteil ist, dass Schwingförderer nur in annähernd waagrechter Richtung optimal arbeiten.
Eine spezielle Art von Schwingförderern sind die Vibrationswendelförderer, die sich zum Sortieren von Einzelteilen eignen.

## Aufbau
Schwingförderer bestehen aus
- der eigentlichen Fördereinrichtung (Förderrinne oder -rohr)
- dem Antrieb
- einer elastischen Aufhängung.

Alle Bauteile des Förderers, mit Ausnahme der Aufhängung, müssen sehr biege- und verwindungsfest gebaut sein, um die Schwingungen gleichmäßig auf die ganze Einrichtung zu übertragen und Ermüdungsbrüche so lange wie möglich zu vermeiden. Deshalb sind sie oft mit vielen Rippen- und Knotenblechen versteift.
Die Aufhängung besteht aus elastisch gelagerten Stahlseilen oder -stäben, Gummipolstern oder Federn.
Die Gleitflächen werden wegen des Abriebs durch das Fördergut in der Regel mit leicht wechselbaren Verschleißblechen bekleidet.

### Unwucht-Antrieb

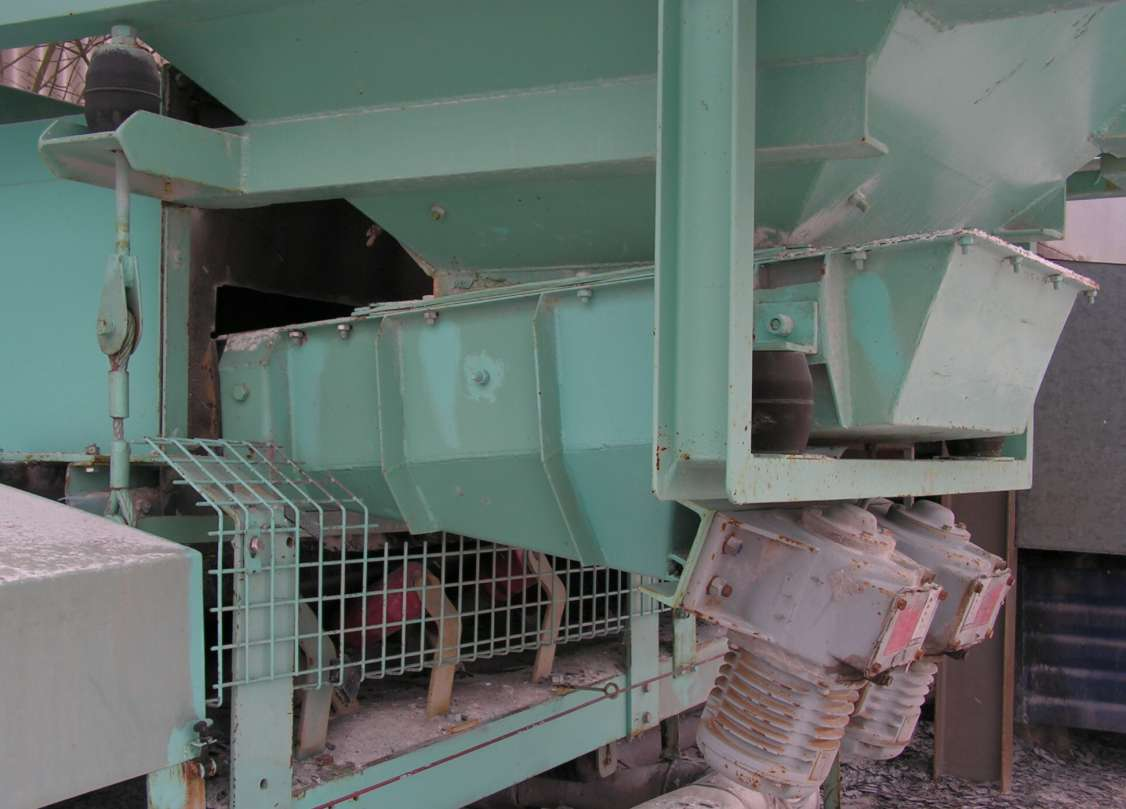
Schwingförderer mit Unwuchtantrieb

Die für Schwingförderer verwendeten Unwuchtmotoren sind in der Regel wartungsfreie Drehstrommotoren, bei denen an einen oder beiden Wellenenden verstellbare Unwuchtgewichte montiert sind. Die Amplitude solcher Schwingförderer wird durch manuelle Einstellung der Unwucht geändert, die Frequenz wird durch die Drehzahl bestimmt. Es sind immer zwei gegenläufige Antriebe erforderlich, da ein einzelner Motor eine Kreisbewegung hervorriefe, aber nicht die gewünschte lineare Schwingung. Die Laufzeit solcher Förderer wird nur durch die Lebensdauer der Motorlager und die Standzeit der Verschleißbleche begrenzt, weshalb sie vor allem für große und lang laufende Anlagen verwendet werden.

### Schwingankerantrieb

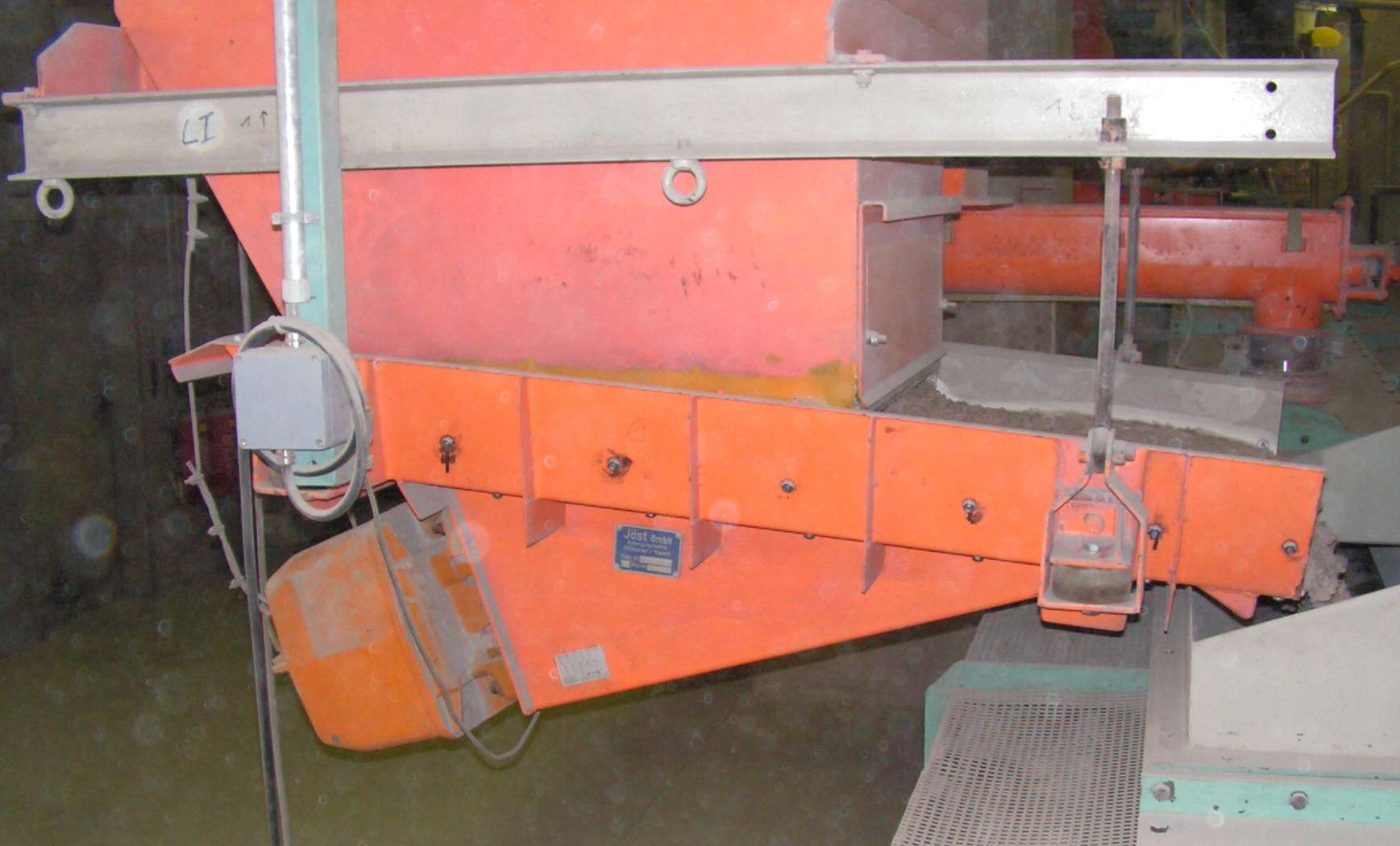
Schwingförderer mit Schwingankerantrieb

Beim Schwingankerantrieb wird über eine Spule mit wechselnder Feldstärke ein schwerer, federnd gelagerter Anker in Schwingung versetzt, die sich auf den Förderer überträgt. Diese Antriebe sind zwar komplizierter, teurer und nicht ganz so robust wie Unwuchtantriebe, bieten aber wesentliche Vorteile: Durch Änderung der Frequenz und/oder des Spulenstromes kann die Transportgeschwindigkeit in weiten Grenzen eingestellt werden. So lassen sich z. B. beim Wiegen schnell große Mengen fördern und trotzdem am Ende des Vorgangs sehr fein dosieren. Außerdem ist bei dieser Bauart nur ein Antrieb erforderlich.